# Galičica
Das Galičica-Gebirge (Галичицаⓘ, albanisch Mali i Thatë) erhebt sich im Südwesten Nordmazedoniens zwischen dem Ohrid- und dem Prespasee.
Sein Kamm verläuft in etwa in nord-südlicher Richtung, beginnend nahe der Stadt Ohrid bis zur albanischen Grenze, wo es nach Süden hin in den Gebirgszug Mali i Thatë übergeht.

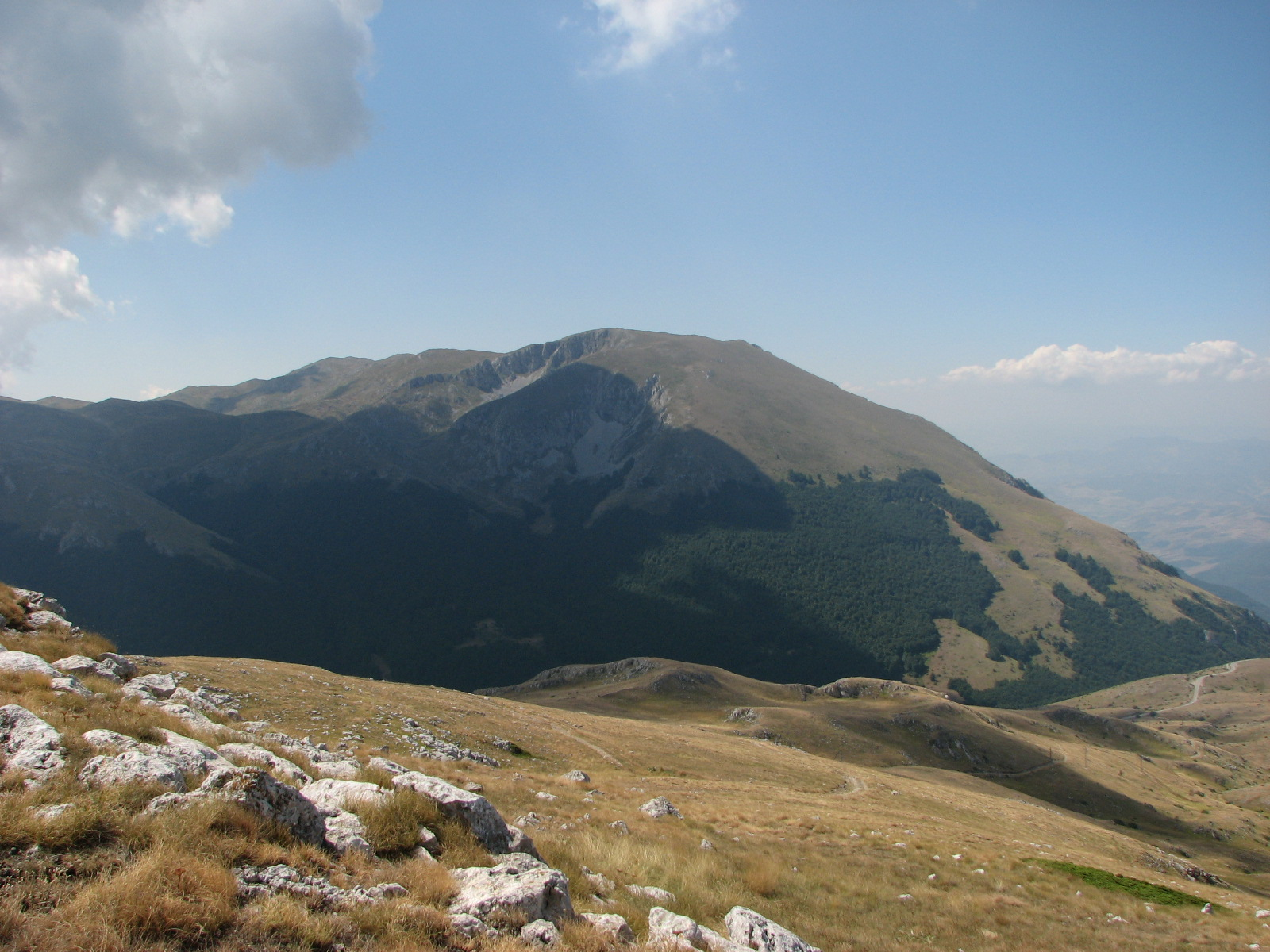
Magaro

Die höchste Erhebung, der Magaro, ist 2255 Meter hoch.
Das in den mittleren Lagen dicht bewaldete Gebirge steht seit 1958 als mazedonischer Nationalpark unter Schutz.
Der Galičica-Nationalpark erstreckt sich jeweils bis an die Ufer der beiden großen Seen und umfasst ein Gebiet von 22.750 ha, nach anderen Angaben 241,51 km². Er ist wie der im Südosten angrenzende Nationalpark Prespa in Albanien der IUCN-Kategorie II zugeordnet. Zumindest die Westseite des Gebirges ist Teil des UNESCO-Welterbes Natur- und Kulturerbe der Ohrid-Region.
Im Ersten Weltkrieg verlief von 1916 bis 1918 die Salonikifront zwischen den Truppen der Entente und der Mittelmächte durch das Galičica-Gebirge.

## Bilder

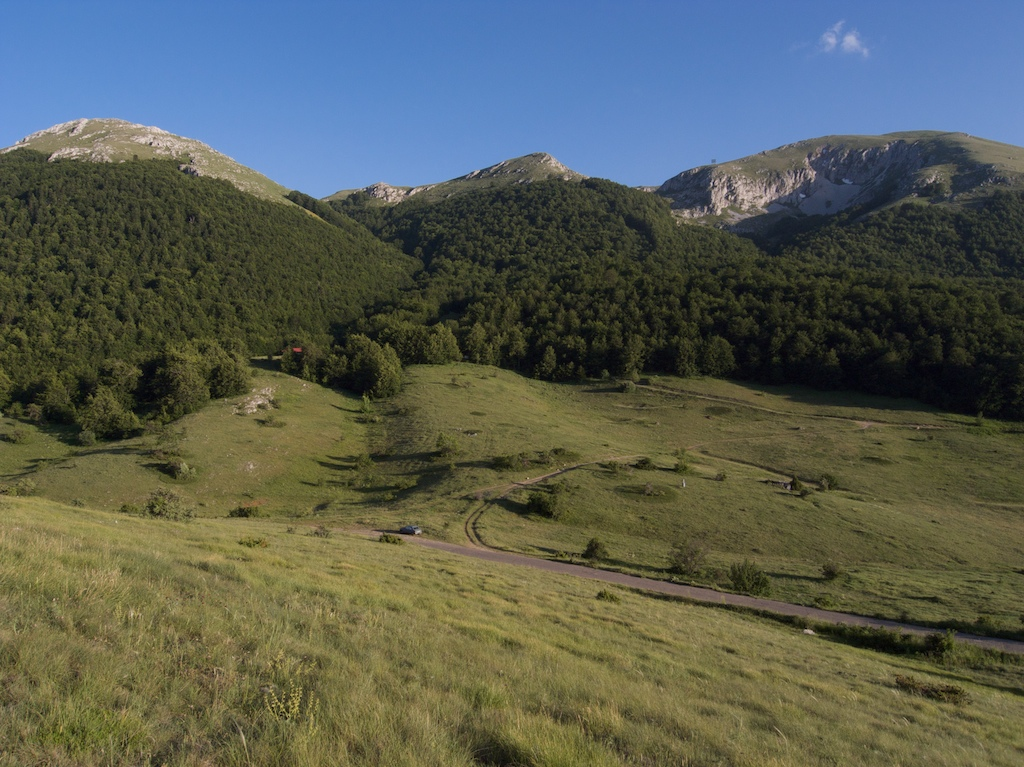
Passübergang
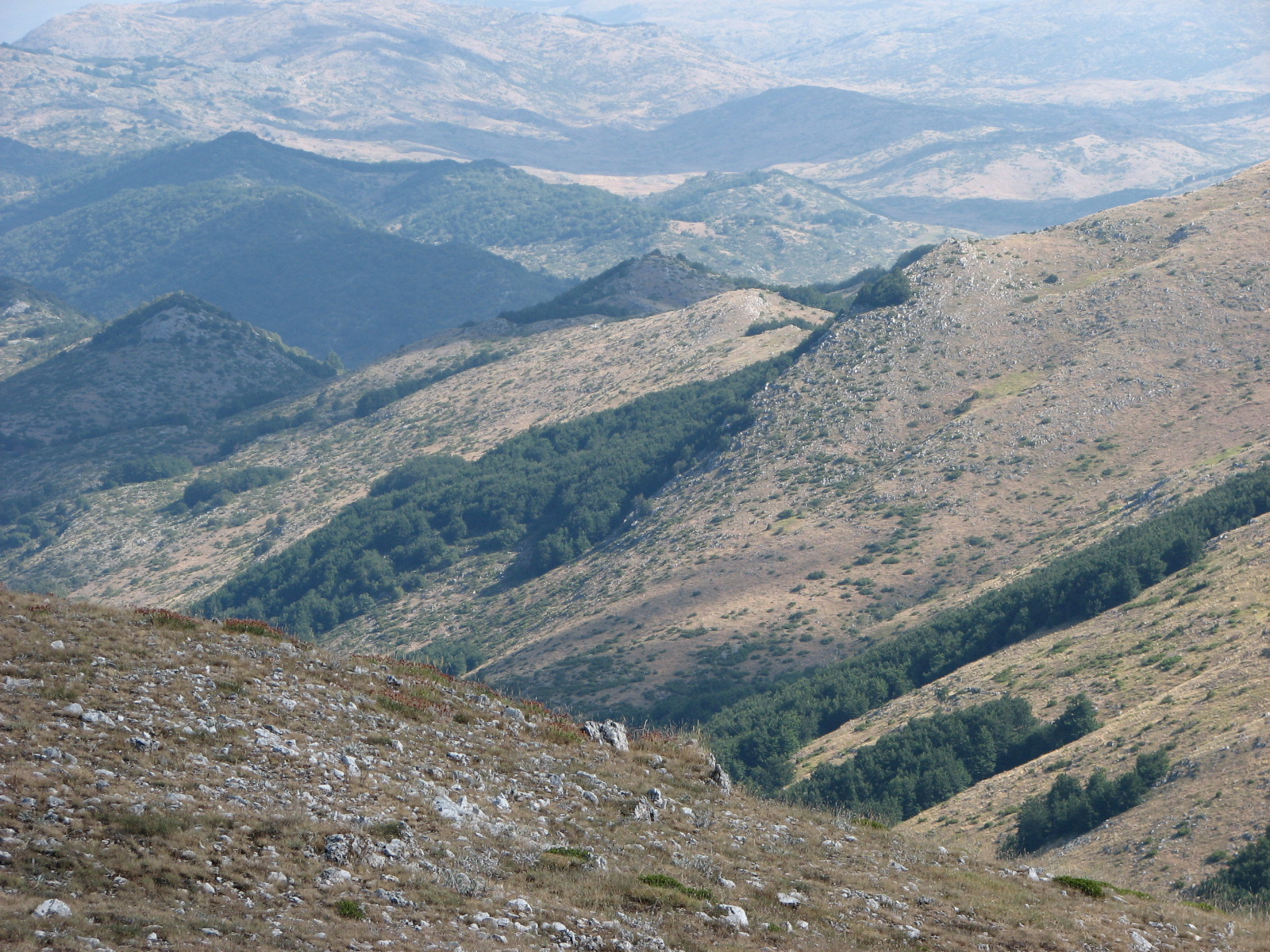
Gebirgslandschaft
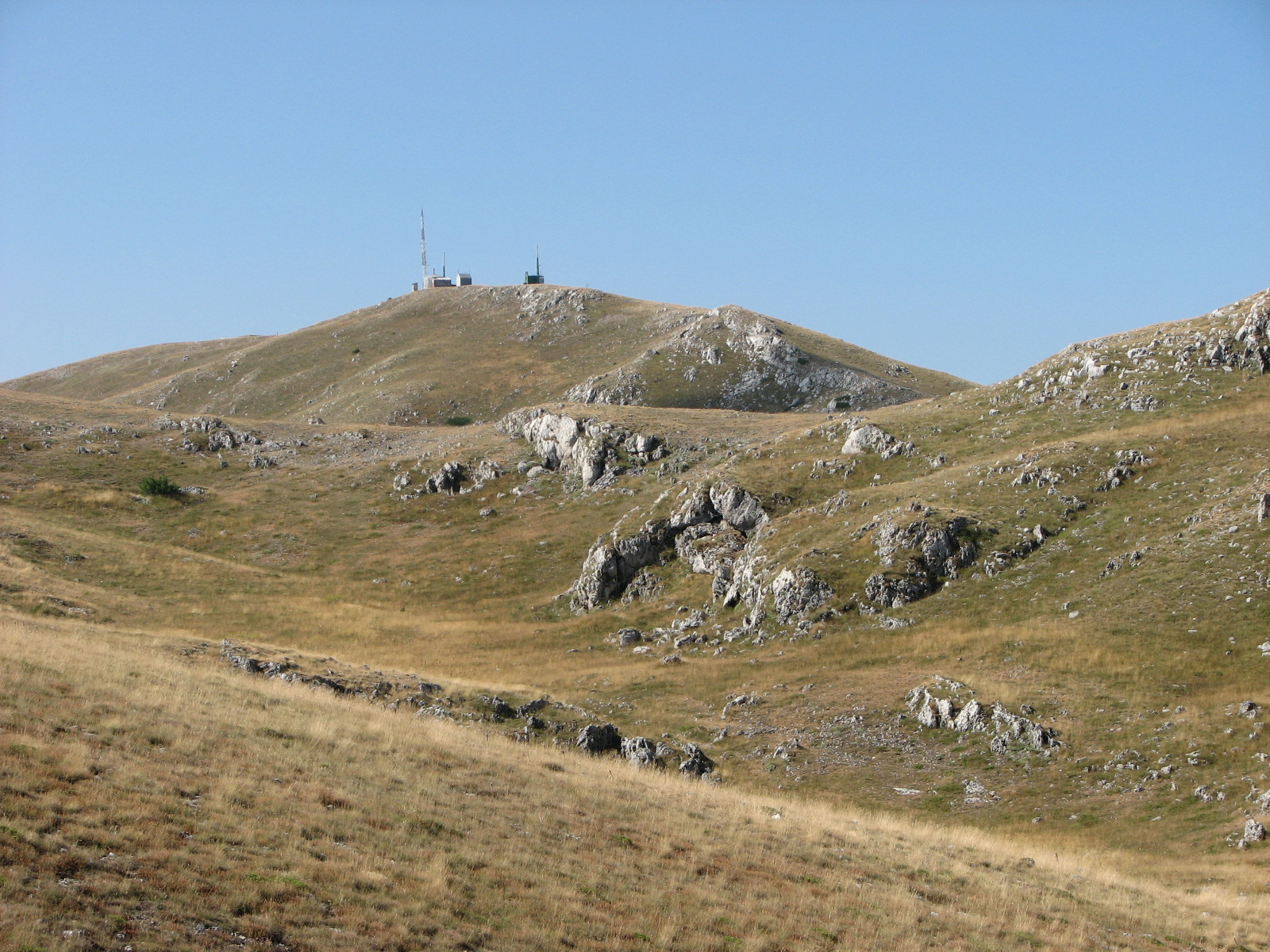
Trockene Wiesen im Sommer
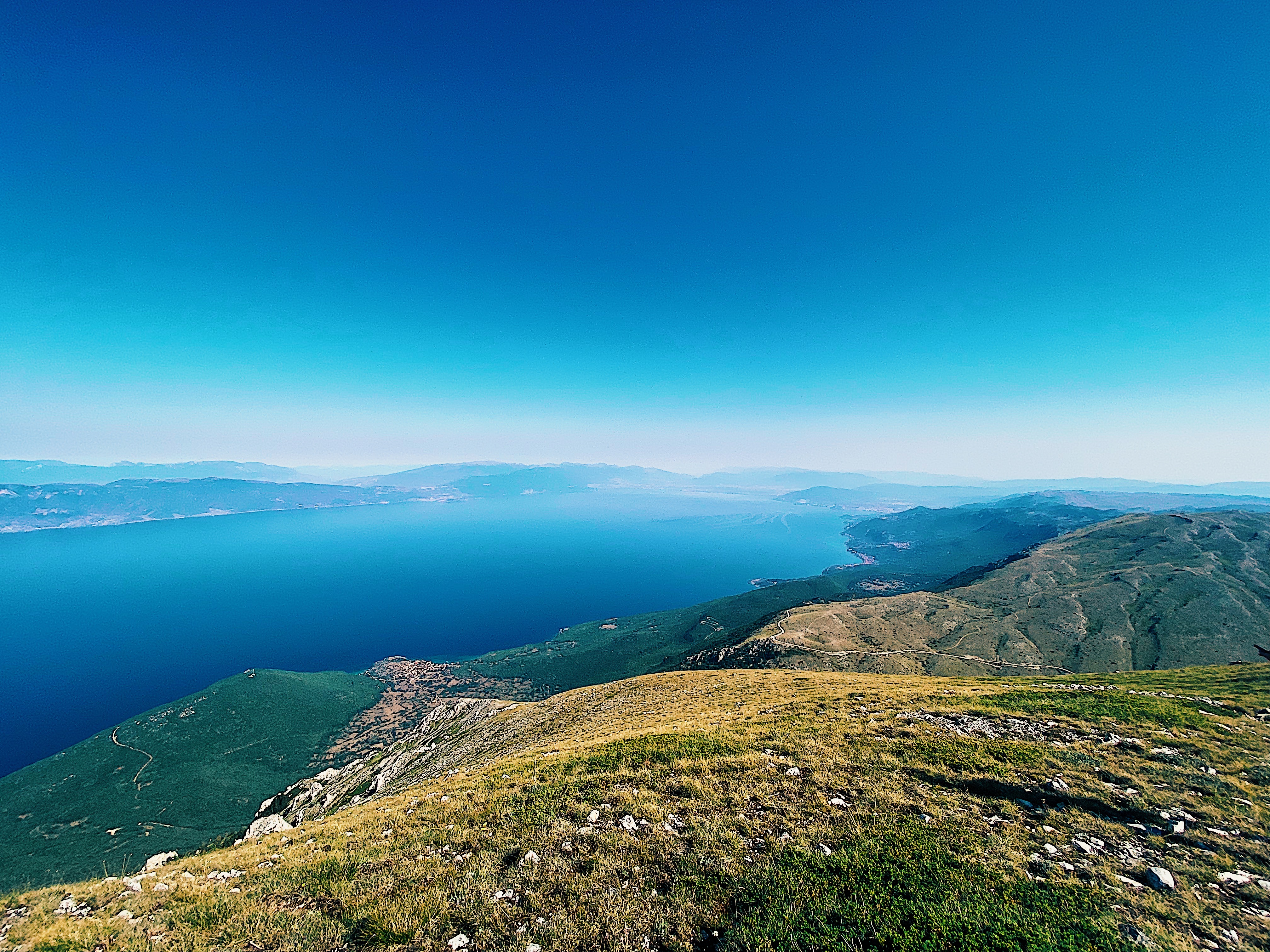
Blick von der Galičica auf den Ohridsee